# Путейский тупик
Путе́йский тупи́к — улица в Басманном районе Центрального административного округа города Москвы. Проходит от улицы Земляной Вал до Курского направления Московской железной дороги.

## История
Назван по расположению вблизи путей Московско-Курской железной дороги.
Изображён уже на Мичуринском плане Москвы (1739 год). Первоначальное наименование — Большой Никольский переулок по названию церкви Святого Николая Чудотворца, что в Кобыльской, располагавшейся на углу переулка с Садовым кольцом (к югу от церкви проходил Малый Никольский переулок). Первоначально Большой Никольский переулок проходил от Садового кольца до Сусального переулка, ныне Нижнего Сусального. При постройке Курского вокзала и Алексеевской соединительной ветви переулок был разрезан на две части железной дорогой. Часть, прилегающая к Сусальному переулку, была названа Сусальным тупиком. Часть, примыкавшая к Садовому кольцу, сохранила название до 1894 года, когда была переименована в Верхний, или Большой, Никольский тупик (вторая часть — в Нижний Никольский тупик). В 1912 году три тупика были переименованы: Верхний Никольский — в 1-й Кобыльский, Малый Никольский — во 2-й Кобыльский, Нижний Никольский — в 3-й Кобыльский. Названия даны по названию той же церкви, построенной в 1672 году стрельцами полковника Ивана Кобыльского. Церковь была снесена в 1930 году, и в 1939 году Кобыльские тупики переименованы в Путейские. После упразднения 2-го и 3-го Путейских тупиков в 1956 году 1-й Путейский тупик переименован в Путейский.

## Описание
Путейский тупик начинается от улицы Земляной Вал на внешней стороне Садового кольца, проходит на восток к путям станции Москва-Пассажирская-Курская, где и заканчивается.

## Здания и сооружения

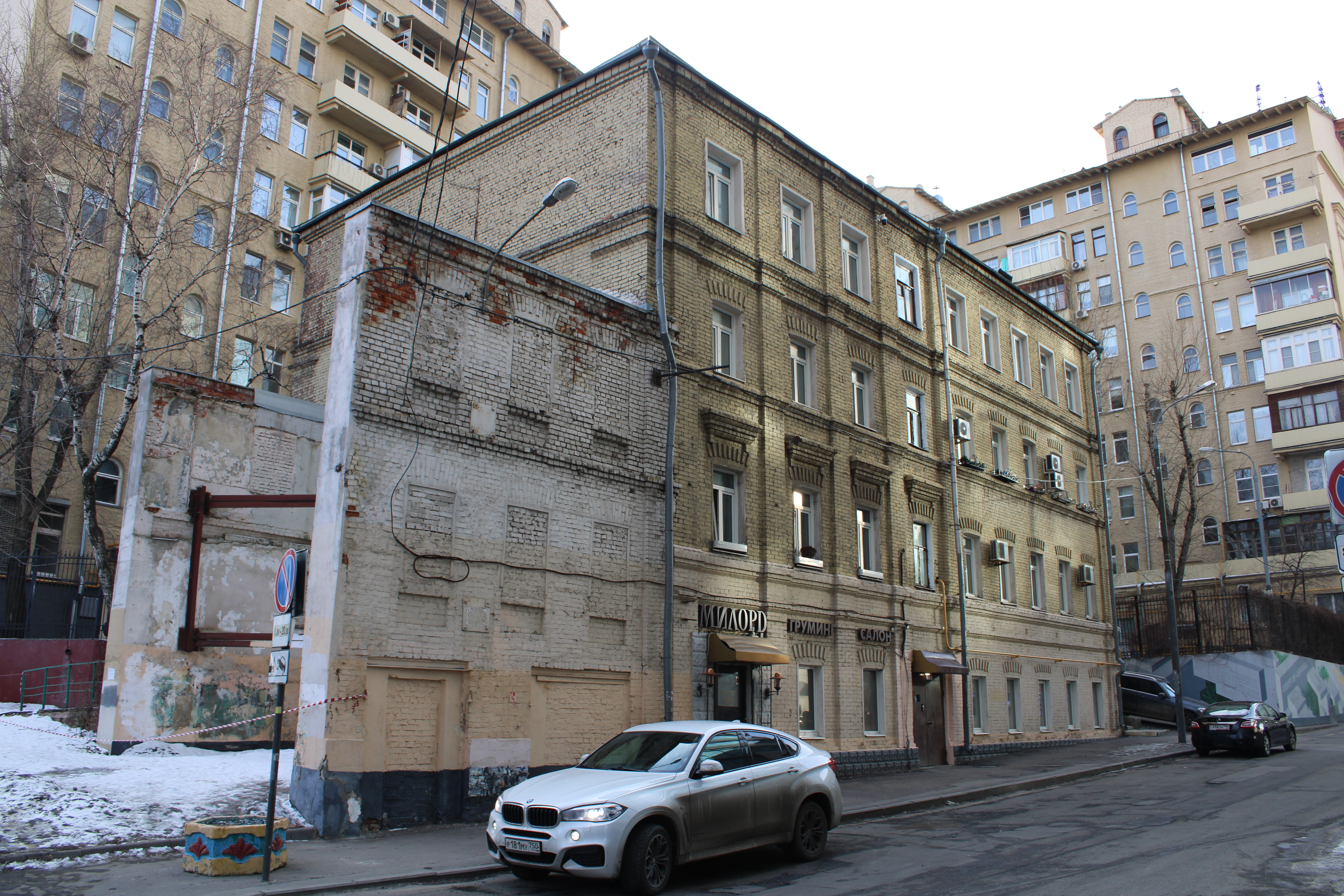
Путейский тупик, 2—4

По нечётной стороне домов не значится, здания дореволюционной постройки снесены в 2000-х гг. при строительстве бизнес-центра «Ситидел».
По чётной стороне:
- № 2/21, строение 1 (угол с Земляным Валом) — жилой дом 1935—1937 гг. постройки в стиле неоренессанс на месте Никольской церкви, архитектор И. З. Вайнштейн.[2]
- № 2-4, строение 3 — жилой дом постройки около 1870 года.[3]
- № 4, строение 4 — руины дома, построенного около 1870 года.[3]
- № 6 — Бизнес-центр «Путейский тупик, 6».
- № 6, строение 1 — Гаражный комплекс «Гудок».